# كأس الدوري الياباني 2017
كأس الدوري الياباني 2017 (باليابانية: 2017年のJリーグカップ) هو الموسم 25 من كأس الدوري الياباني. أشرف على تنظيمه دوري الدرجة الأولى الياباني، وكان عدد الأندية المشاركة فيه 18، وفاز فيه سيريزو أوساكا.